# تشكو
تشكو هي قرية في مقاطعة سردشت، إيران. عدد سكان هذه القرية هو 342 في سنة 2006.